# Dolon

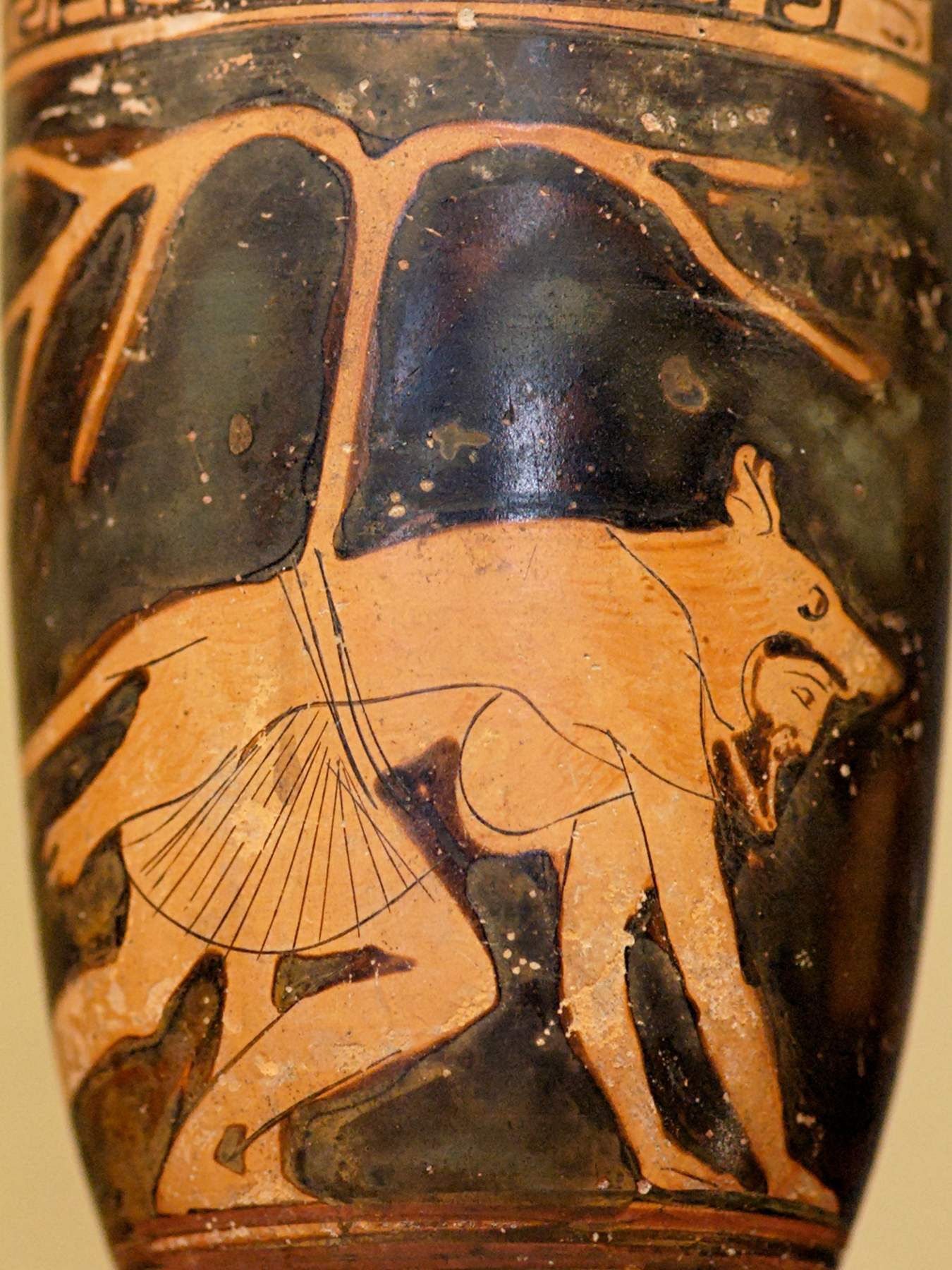
Dolon. Detail eines attisch-rotfigurigen Lekythos, um 460 v. Chr. Louvre, Paris

Dolon (altgriechisch Δόλων Dólōn), Sohn des Herolds Eumedes, ist eine Gestalt in der griechischen Mythologie.
Er ist in Homers Ilias ein Kundschafter auf Seiten der Trojaner. Charakterisiert wird er als hässlich, schnell und kriegsuntauglich. In der letzten Schlacht, in der Troja schon dem Untergang geweiht war, schlich er sich des Nachts, bekleidet mit einem Wolfsfell und einer Iltiskappe, in das Lager der Griechen, wurde jedoch auf dem Weg dorthin von Odysseus und Diomedes entlarvt, verhört und von Diomedes getötet. Seine Antworten brachten anschließend auch dem Thraker-König Rhesos den Tod durch Diomedes.
Der 10. Gesang der Ilias, in dem diese Geschehnisse geschildert werden, heißt darum auch Δολώνεια (Dolonie).
Dolon ist auch der Name eines Sohnes des Priamos.
Einige Autoren (u. a. L. Gernet, R. Girard) haben bei Dolon die mythisierte Figur eines Menschenopfers (pharmakós) gesehen. Dafür bezeichnend sei Gernet zufolge die Beschreibung Dolons als „hässlich“ (so auch bei Euripides’ Troerinnen) und „schnellfüßig“, wie auch die Anschuldigung, er wolle die Leichen berauben.
Der Asteroid (7815) Dolon aus der Gruppe der Jupiter-Trojaner wurde nach ihm benannt.